# Hötjärnen (Jörns socken, Västerbotten)
Hötjärnen är en sjö i Skellefteå kommun i Västerbotten och ingår i Byskeälvens huvudavrinningsområde. Hötjärnen ligger i Byskeälven Natura 2000-område.